# King of Boys
Pour plus de détails, voir Fiche technique et Distribution.
King of Boys est un thriller politique nigérian écrit, coproduit et réalisé par Kemi Adetiba en 2018. Il s'agit du deuxième film réalisé par Kemi Adetiba après la sortie de The Wedding Party. Le réalisateur retrouve les actrices Adesua Etomi et Sola Sobowale, avec qui il avait travaillé sur son premier film. 
Le film est centré sur une lutte de pouvoir et met en vedette les rappeurs Illbliss et Reminisce dans leurs premiers rôles au cinéma,,. Le casting comprend également Jide Kosoko, Paul Sambo, Osas Ighodaro, Toni Tones, Sani Muazu, Demola Adedoyin et Akin Lewis.

## Synopsis
King of Boys raconte l'histoire d'Alhaja Eniola Salami, interprétée par Sola Sobowale, une femme d'affaires et philanthrope à l'avenir politique prometteur.  Elle est entraînée dans une lutte pour le pouvoir qui, à son tour, menace tout ce qui l'entoure en raison de ses ambitions politiques croissantes. Pour en sortir gagnante, elle se laisse entraîner dans un jeu de confiance, sans savoir à qui se fier, ce qui la pousse à devenir impitoyable.

## Distribution
- Sola Sobowale : Alhaja Eniola Salami
- Adesua Etomi : Kemi Salami
- Jide Kosoko : Alhaji Salami
- Osas Ighodaro : Sade Bello
- Illbliss : Odogwu Malay
- Reminisce : Makanaki
- Toni Tones : jeune salami
- Akin Lewis : Aare Akinwade
- Demola Adedoyin : Kitan Salami
- Sani Mu'azu : inspecteur Shehu
- Paul Sambo : Nurudeen Gobir
- Sharon Ooja : Amaka
- Jumoke George : Party Gossip 1
- Lanre Hassan : Iyaloja

## Accueil et critique
King of Boys est classé parmi les 10 meilleurs films de 2018 par l'Agence de presse du Nigeria (NAN).
Pour Ayomidé O. Tayo de Pulse, « le film semble trop gonflé et maladroit pour raconter correctement la vie et l'époque d'une reine criminelle » mais, « comme le prouve le personnage de Sola Sobowale dans ce film, il n'y a rien de mal à avoir des défauts tant que cela vaut la peine d'être regardé. Et King of Boys vaut le détour ».

### Box-office
King of Boys rapporte 200 millions de ₦ après sept semaines en salles et 245 millions de ₦ au total.

## Suite
Une suite, The Return of the King, est sortie le 27 août 2021 en exclusivité sur Netflix sous la forme d'une série télévisée en sept épisodes.

## Récompenses et nominations
| Année | Récompense                          | Catégorie                                                                         | Résultat   | Ref    |
| ----- | ----------------------------------- | --------------------------------------------------------------------------------- | ---------- | ------ |
| 2019  | African Movie Academy Awards        | Meilleure actrice - Sola Sobowale                                                 | Lauréat    | [ 13 ] |
| 2019  | African Movie Academy Awards        | Meilleure actrice dans un second rôle - Adesua Etomi-Wellington                   | Lauréat    | [ 13 ] |
| 2020  | Africa Magic Viewers' Choice Awards | Meilleur acteur dans un second rôle - Reminisce                                   | Nomination | ,      |
| 2020  | Africa Magic Viewers' Choice Awards | Meilleure actrice dans un second rôle - Toni Tones                                | Nomination | ,      |
| 2020  | Africa Magic Viewers' Choice Awards | Meilleurs costumes - Yolanda Okereke                                              | Nomination | ,      |
| 2020  | Africa Magic Viewers' Choice Awards | Meilleur maquillage - Hakeem Effects                                              | Nomination | ,      |
| 2020  | Africa Magic Viewers' Choice Awards | Meilleure actrice dramatique - Sola Sobowale                                      | Nomination | ,      |
| 2020  | Africa Magic Viewers' Choice Awards | Meilleure musique de film - Sess, Reminisce & Adekunle Gold - "Original Gangster" | Nomination | ,      |
| 2020  | Africa Magic Viewers' Choice Awards | Meilleur réalisateur - Kemi Adetiba                                               | Nomination | ,      |
| 2021  | African Entertainment Awards USA    | Meilleur film africain                                                            | Lauréat    |        |